# Nouvelle église paroissiale Sainte-Marguerite de Munich

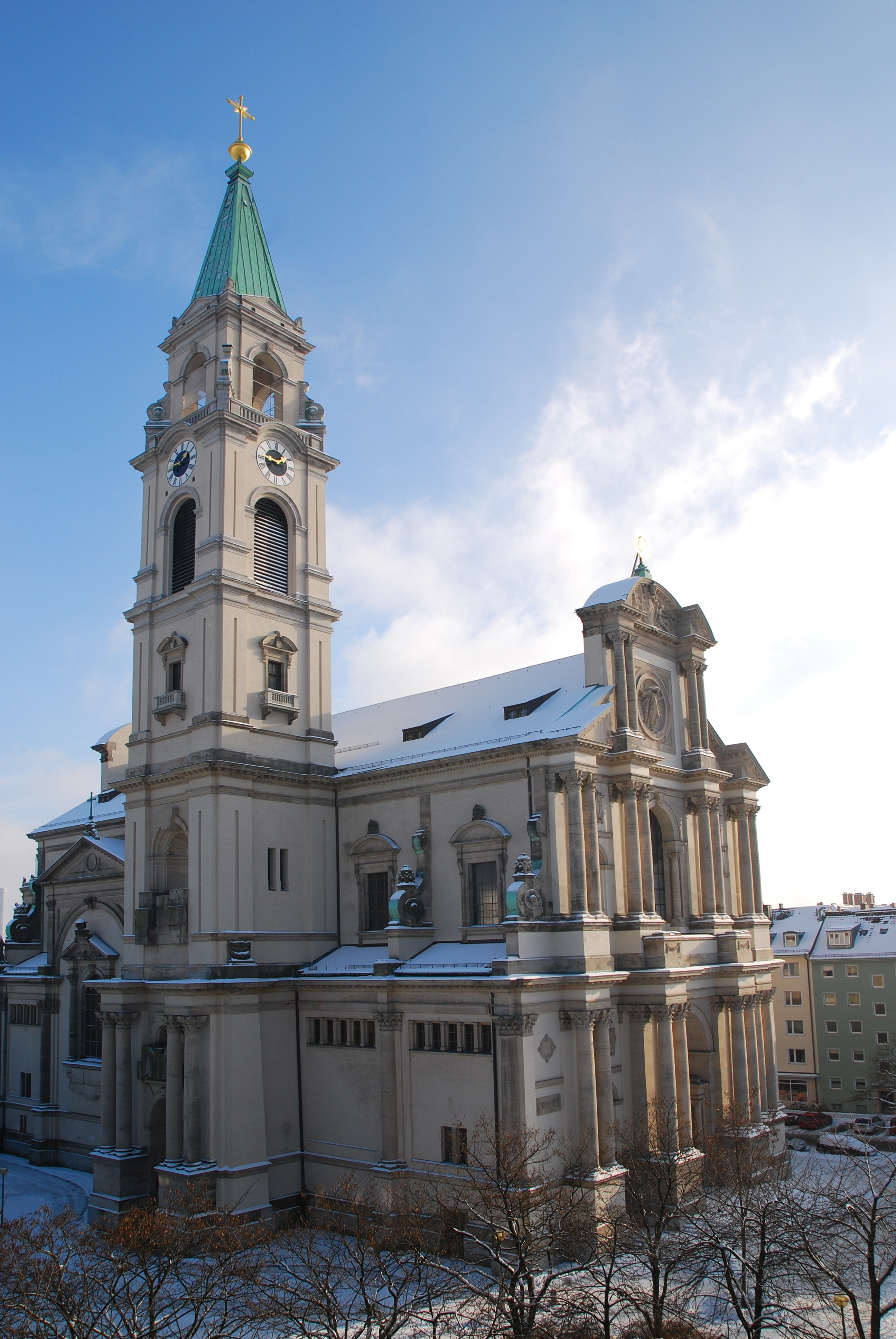
Nouvelle église paroissiale Sainte-Marguerite

Cette nouvelle église paroissiale Sainte-Marguerite (en allemand : Margaretenkirche) est une église paroissiale catholique du quartier Sendling de Munich.

## Description

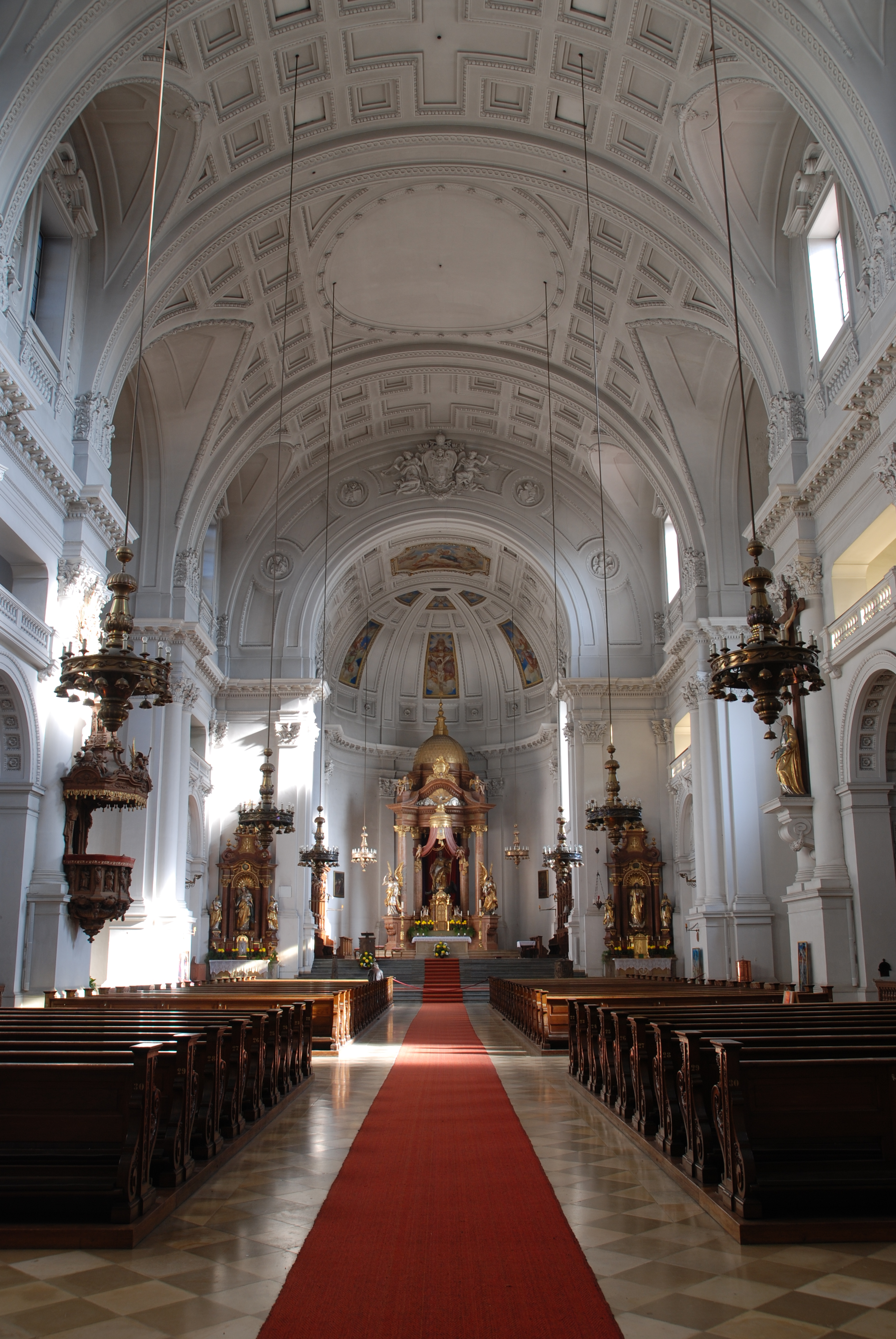
Vue de l'intérieur jusqu'à l'autel

La nouvelle église paroissiale Sainte-Marguerite de Munich, avec son impressionnante voûte en berceau, a été conçue par l'architecte munichois Michael Dosch. C'est l'une des plus grandes églises de la ville. La façade a été conçue pour être tridimensionnelle, avec l'accent principal sur l'élévation ouest. Le bâtiment, inspiré du haut baroque italien, apporte une touche méditerranéenne au quartier.
En 1891, l'agriculteur Alois Stemmer du Stemmerhof voisin, avec deux autres agriculteurs de Sendling, Kaffler et Berger, fonda une association de construction d'églises pour le projet et fit don du terrain de construction. Chacun des trois agriculteurs a versé 100 000 marks pour la réalisation, ce qui représenterait un million d'euros d'aujourd'hui. Les travaux de construction ont commencé en 1902. Il est vite devenu évident que la planification des coûts des architectes et des entreprises de construction ne serait pas respectée. De plus, l'architecte Dosch décède en 1910, il est remplacé par Franz Xaver Boemmel. Au moment où elle a été achevée en 1913, le coût de la construction était d'environ 80 % dépassé et les donateurs ont dû apporter des biens personnels supplémentaires. Ce n'est que grâce au pasteur Alois Gilg (1857-1943) qu'il a été possible de surmonter les difficultés du projet et d'achever le bâtiment.

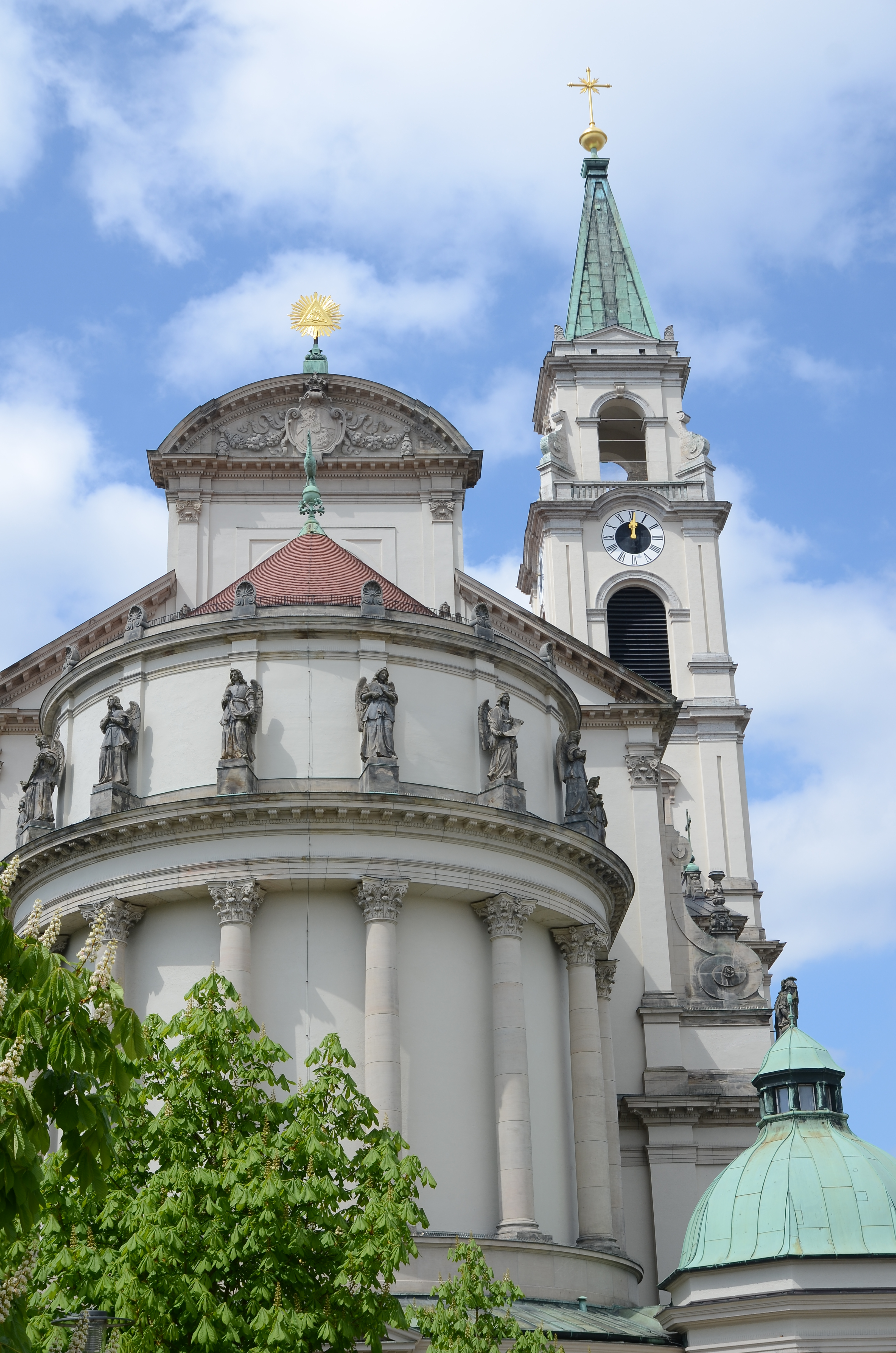
vue est
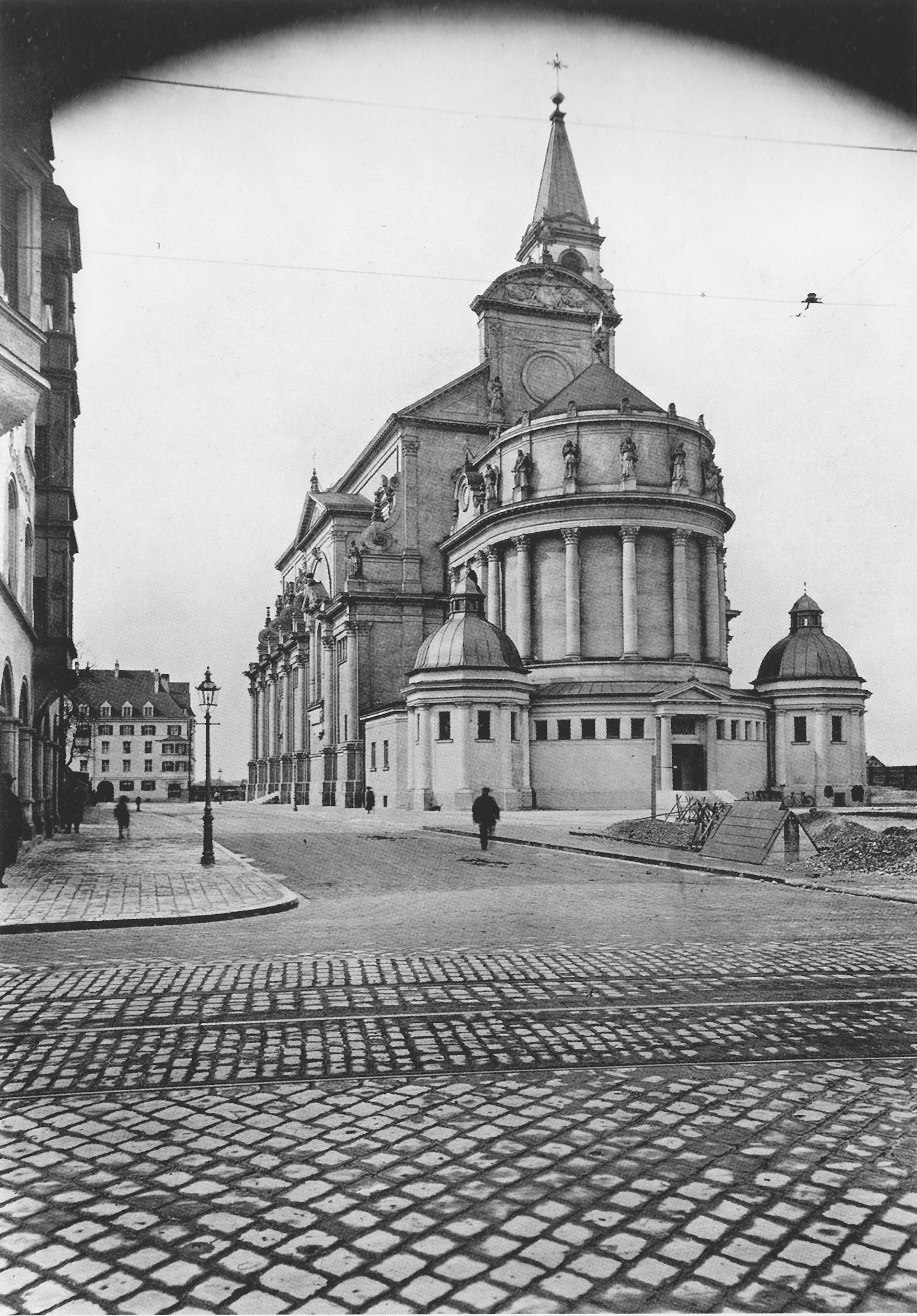
Vue est (1913)
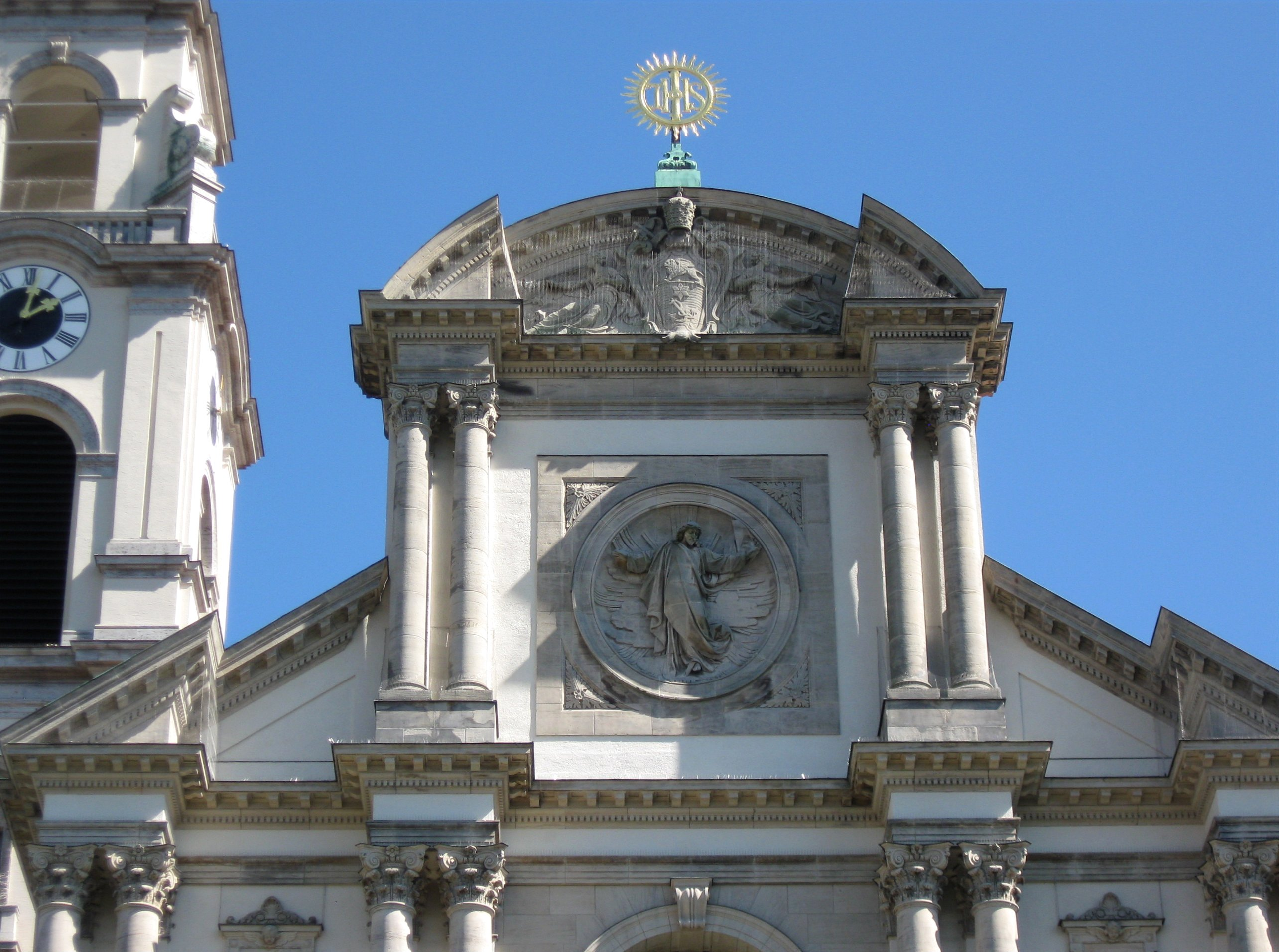
Détail : pignon
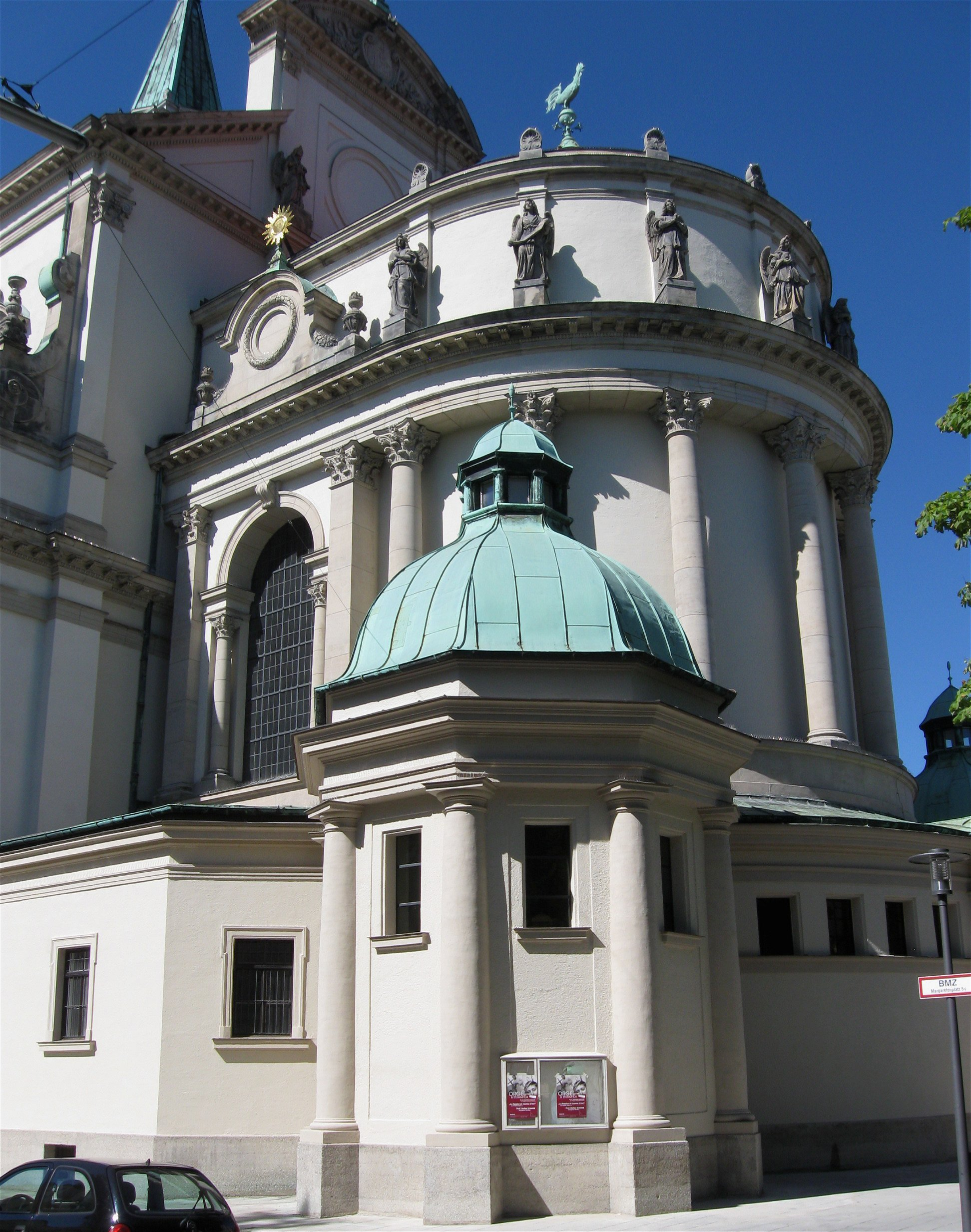
Vue du chœur

## Intérieur
A l'intérieur, le retable rococo et deux sculptures en bois d'environ 1500 représentant saint Georges et sainte Marguerite sont particulièrement remarquables.

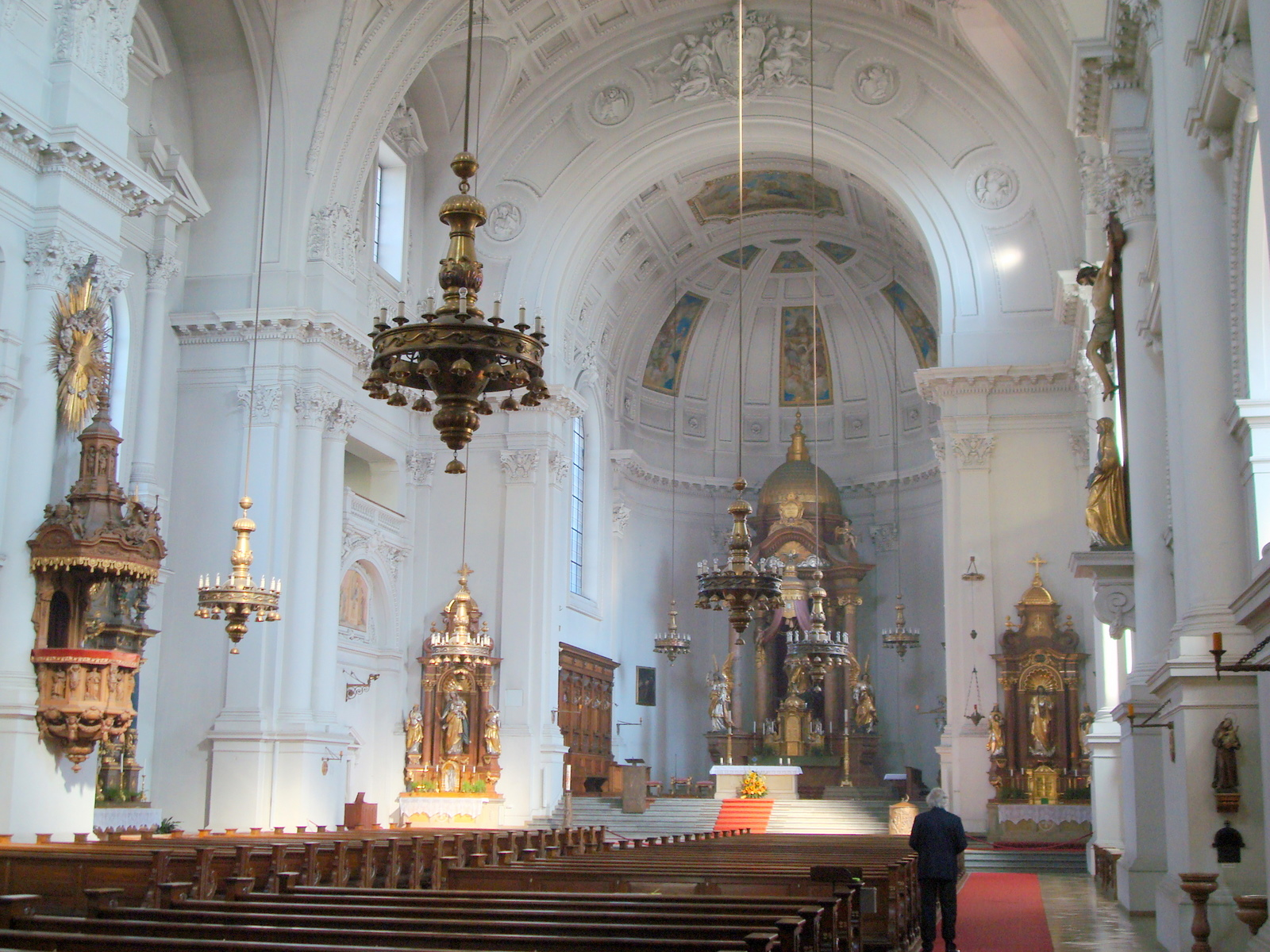
Sanctuaire
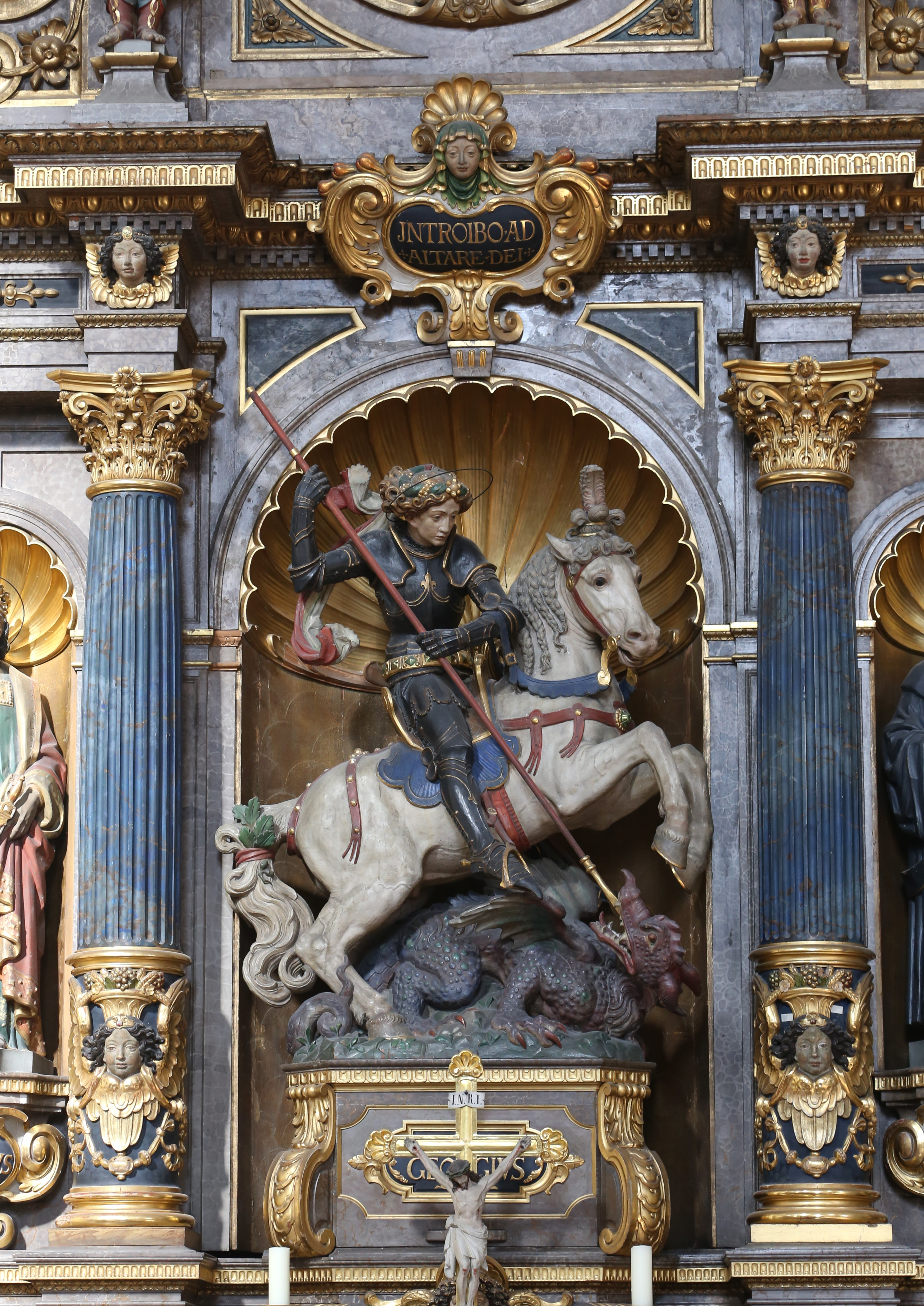
Autel de Saint-Georges
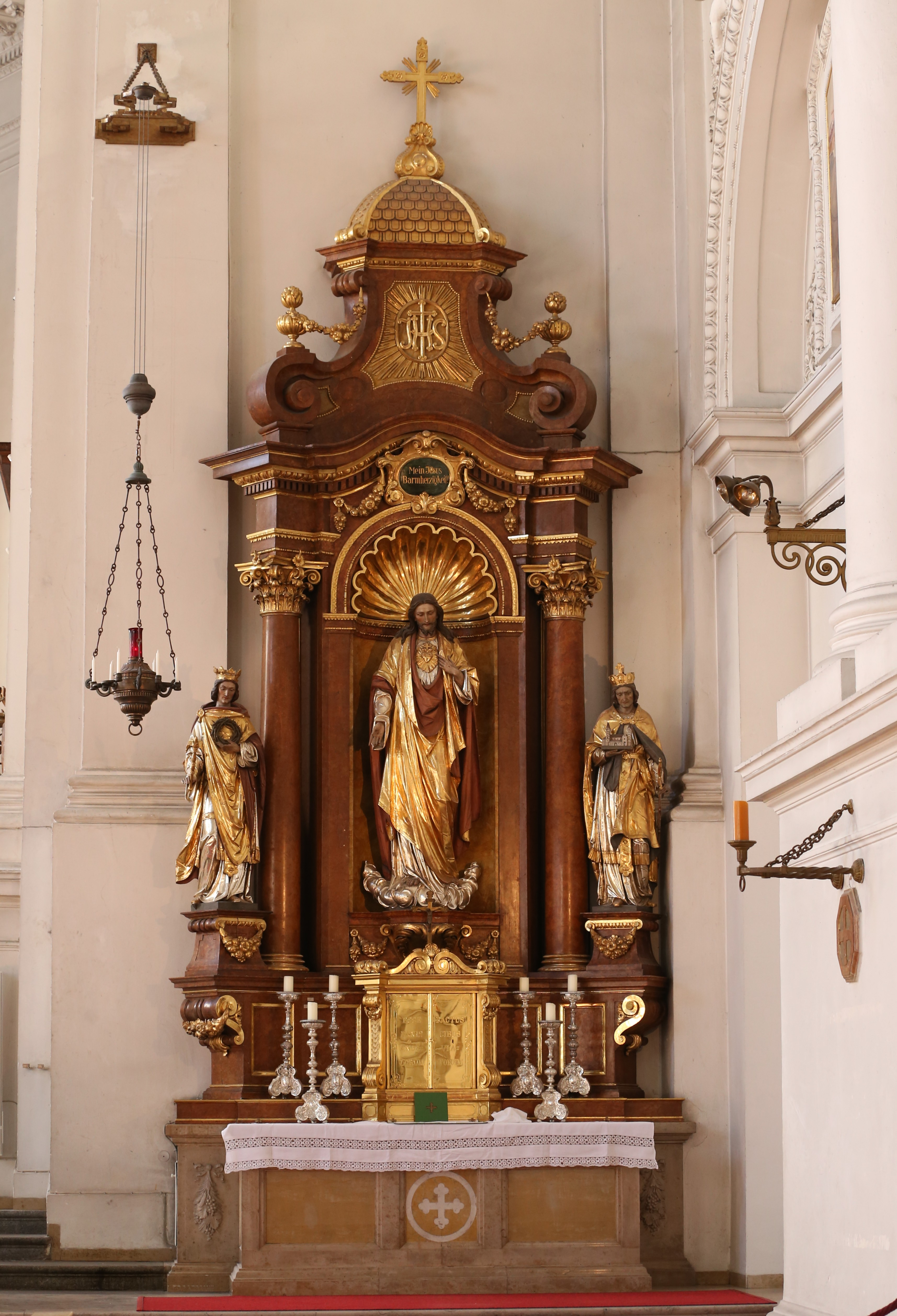
Autel du Sacré-Cœur
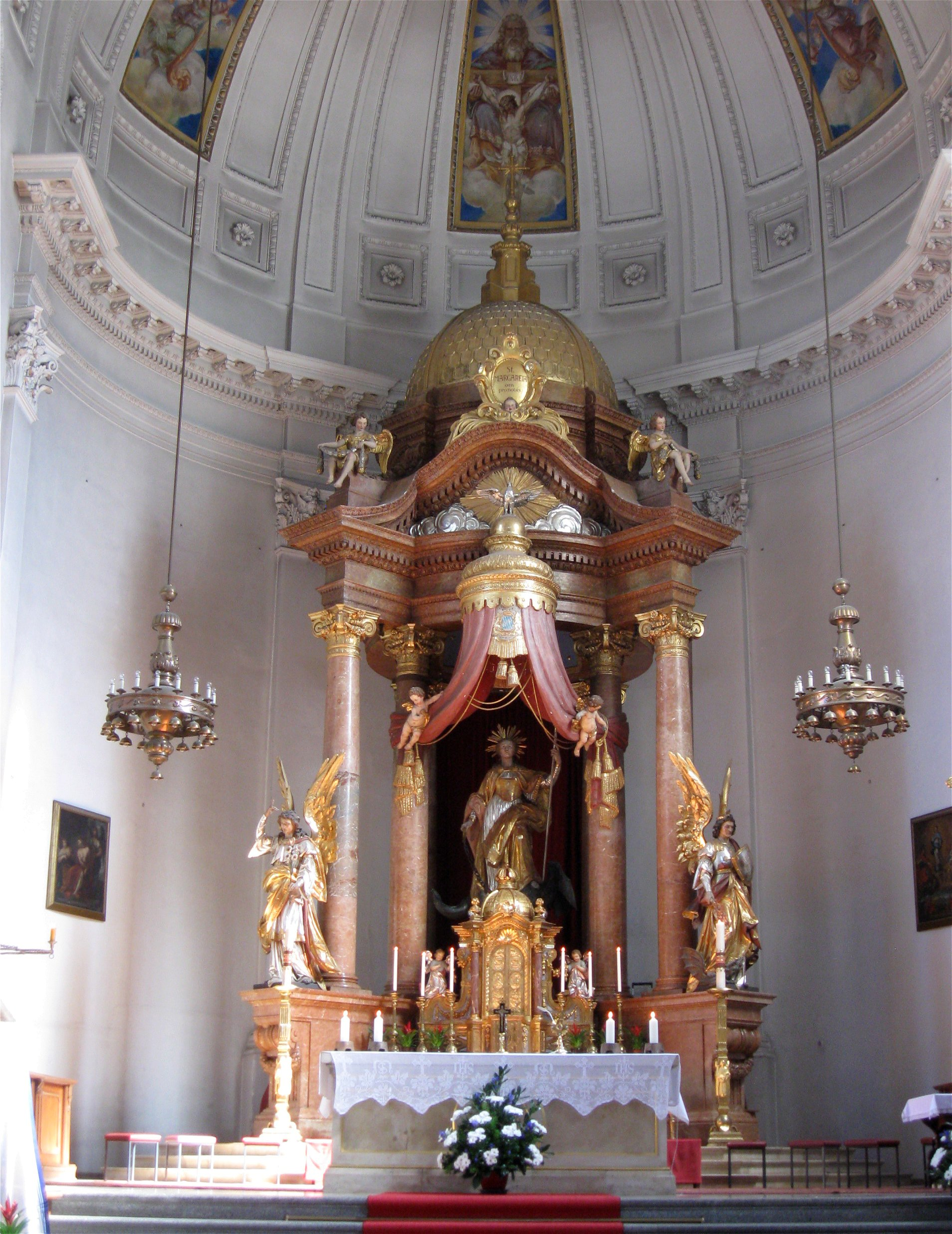
Maître-autel
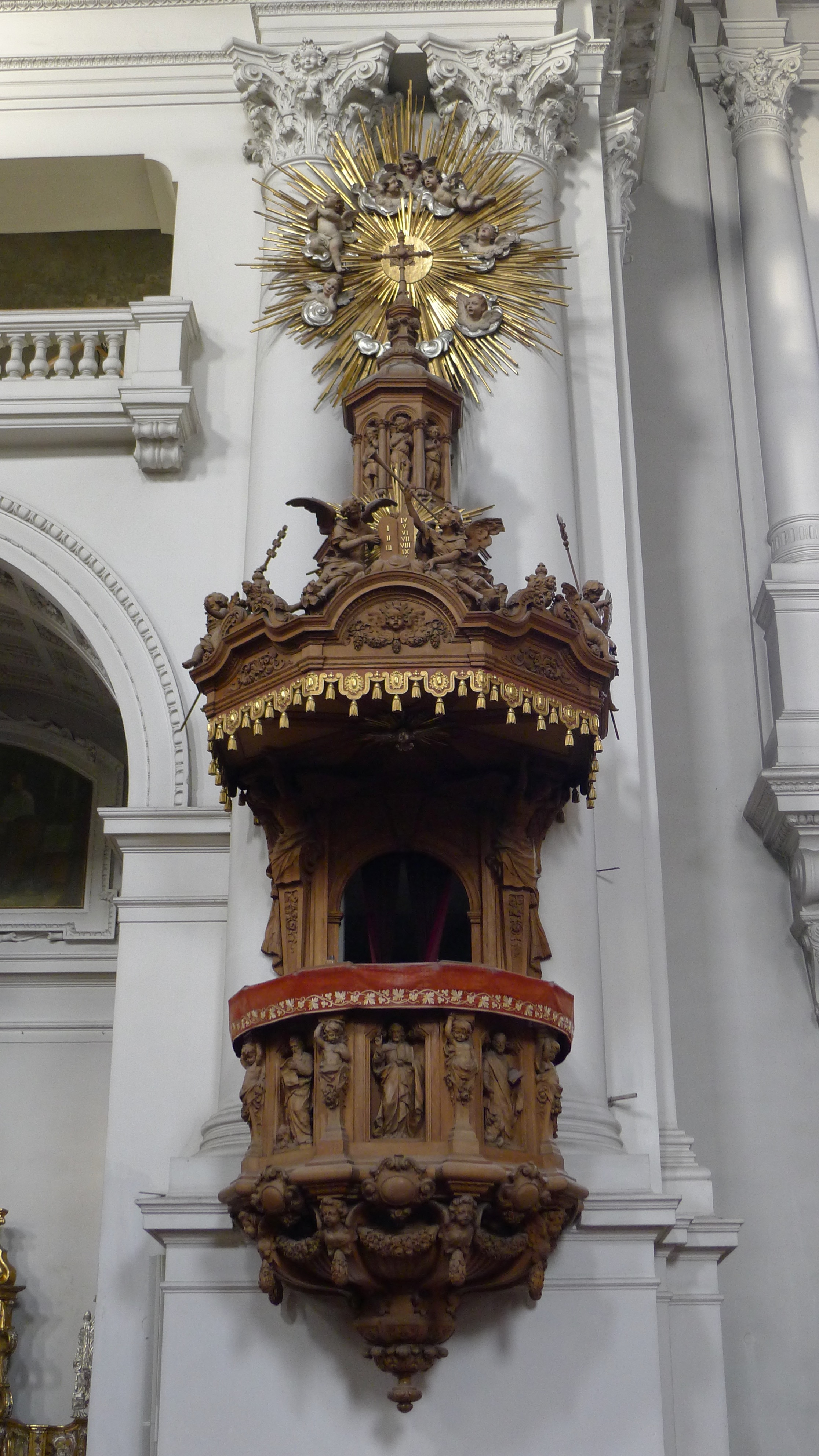
chaire
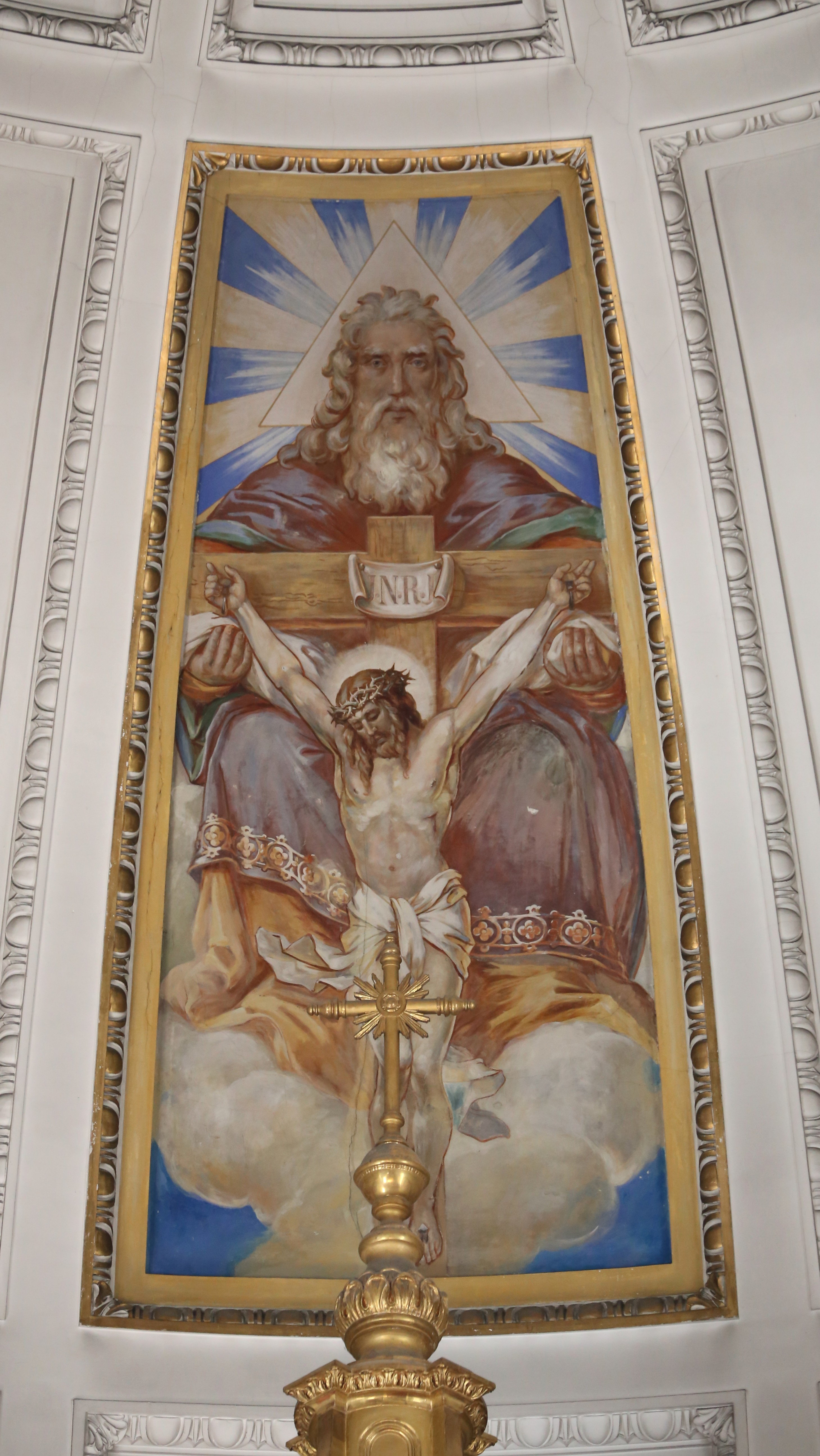
Peinture au plafond du maître-autel

## Orgue

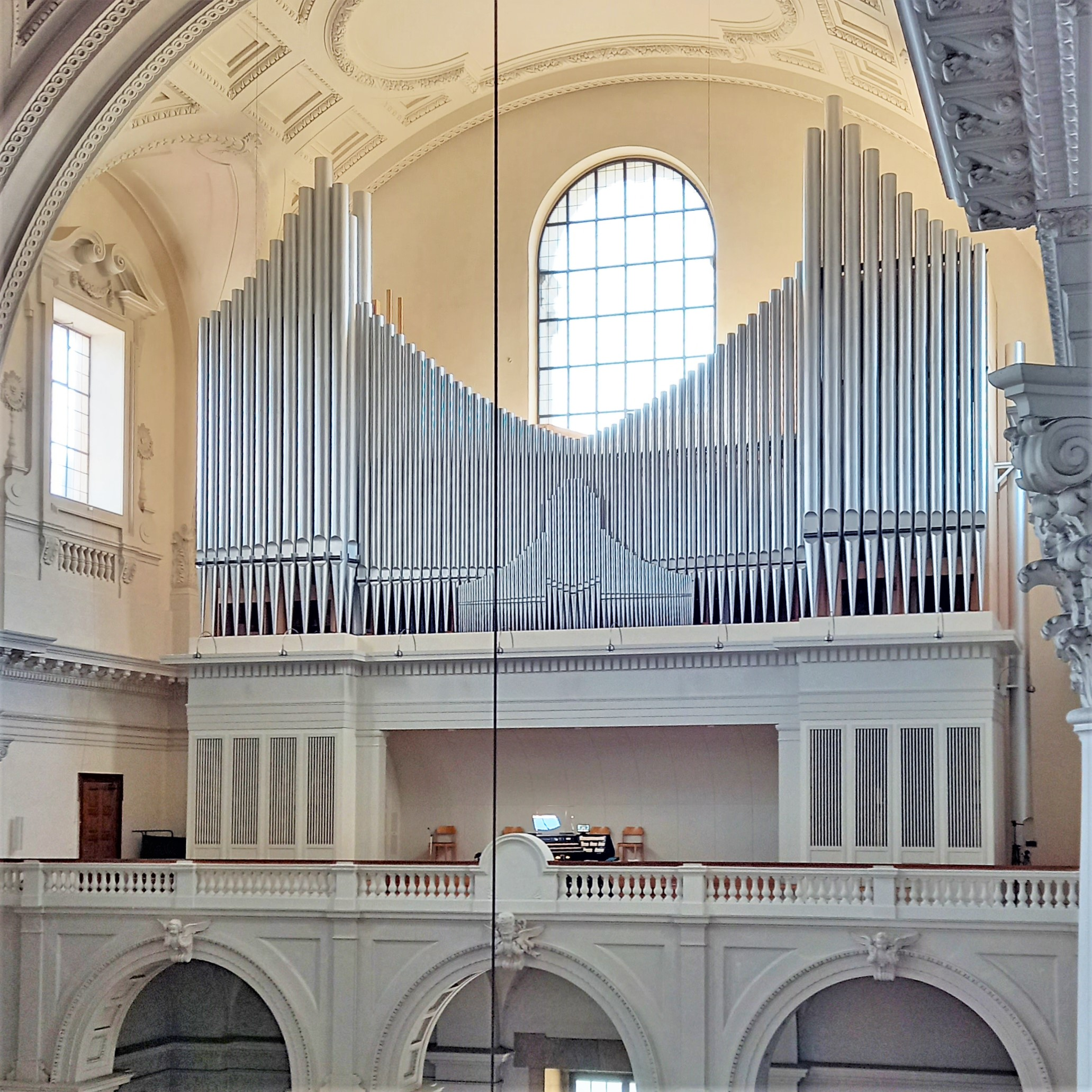
Orgue Klais (2020) derrière le prospectus de Schwenk (1955)

Le premier orgue de l'église a été construit en 1915 par la société Albert Moser & Leopold Nenninger. Il avait une signification régionale particulière car il s'alignait tonalement sur la réforme de l'orgue alsacien. L'orgue a été gravement endommagé lors d'un bombardement en 1944.
L'orgue qui lui succéda fut celui d'Anton Scwhenk en 1955 d'après un plan de Heinrich Wismeyer en partie réalisé. En 2002, l'instrument a été révisé par la société de facture d'orgues Münchner Orgelbau Johannes Führer et quelques registres ont été ajoutés . Au printemps 2018, l'orgue comptait trois claviers et une  pédale. En raison de la rénovation et de l'agrandissement effectués par Johannes Klais Orgelbau (Bonn) jusqu'en 2020 selon un concept de Christian Bischof, il compte désormais 64 registres et 12 extensions ,,